# Port lotniczy Palu-Mutiara
Port lotniczy Palu-Mutiara (IATA: PLW, ICAO: WAML) – port lotniczy położony w Palu, w prowincji Celebes Środkowy, w Indonezji.